# Cestrum roseum
Cestrum roseum är en potatisväxtart som beskrevs av Carl Sigismund Kunth. Cestrum roseum ingår i släktet Cestrum och familjen potatisväxter. Inga underarter finns listade i Catalogue of Life.

## Bildgalleri

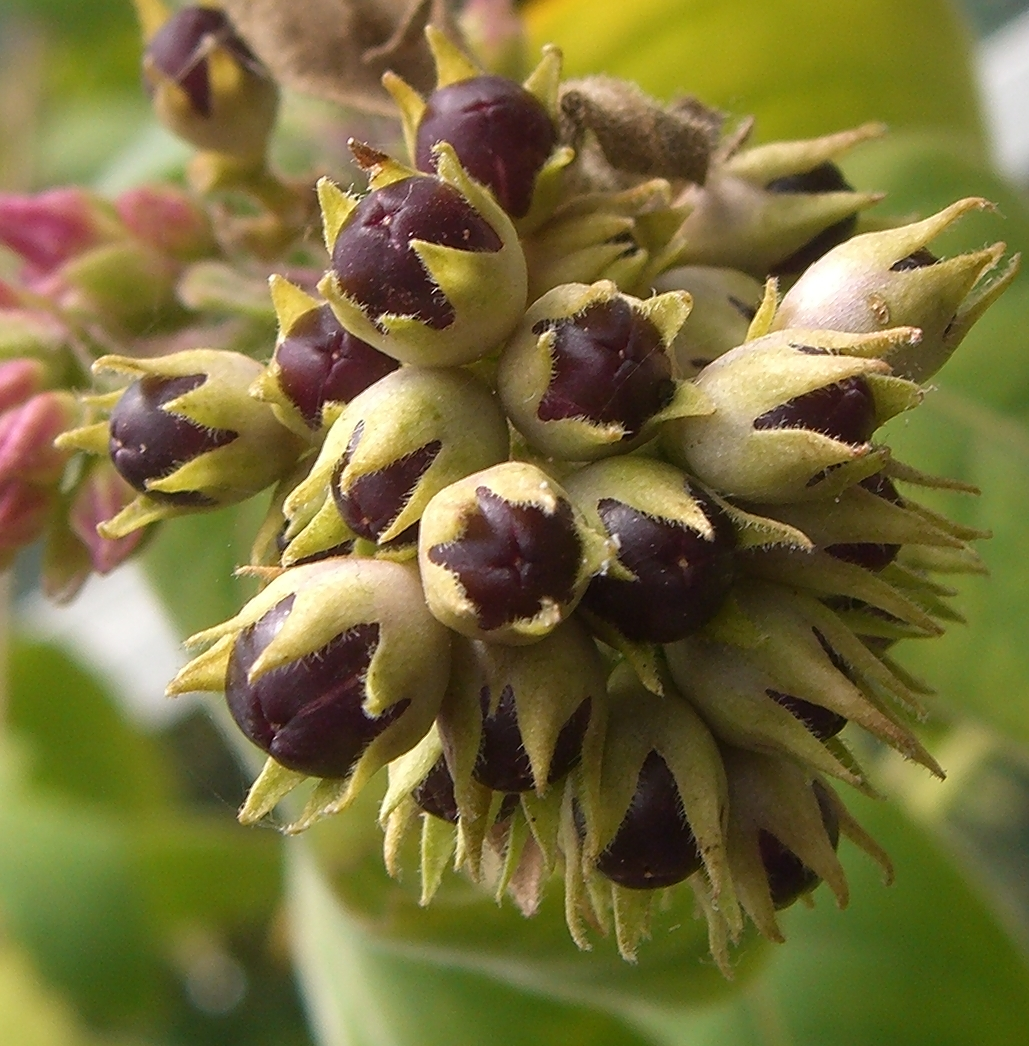
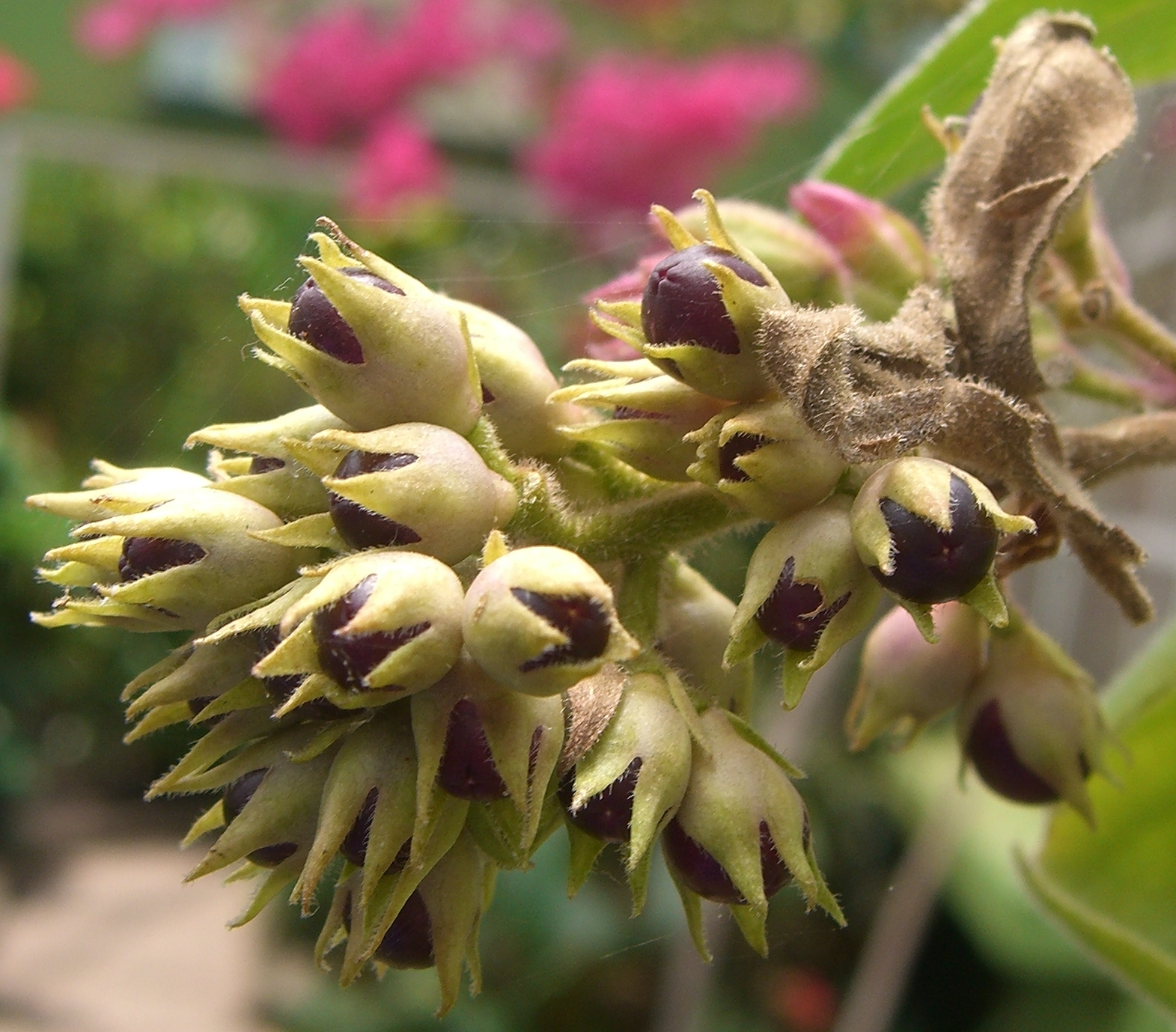
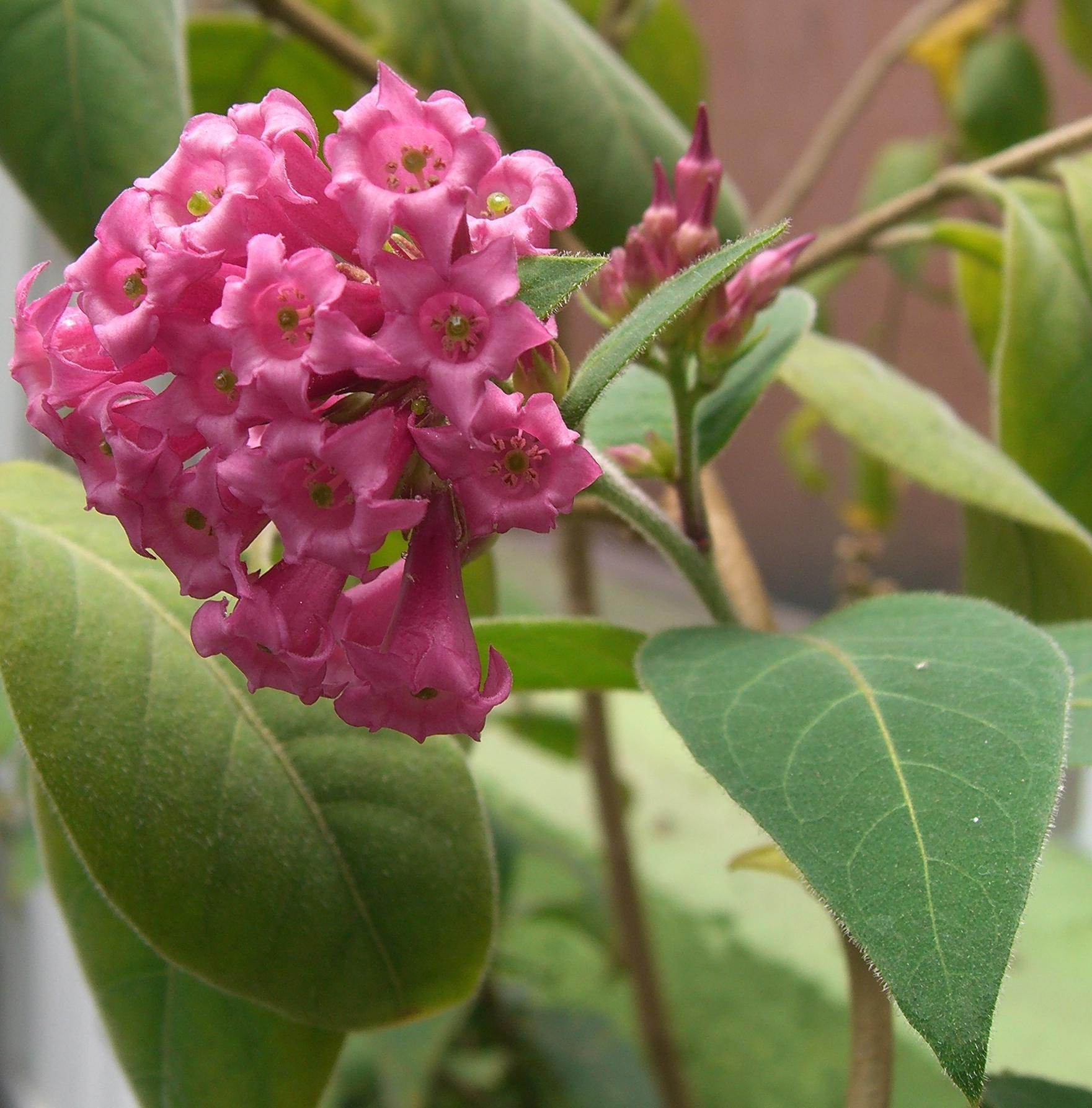
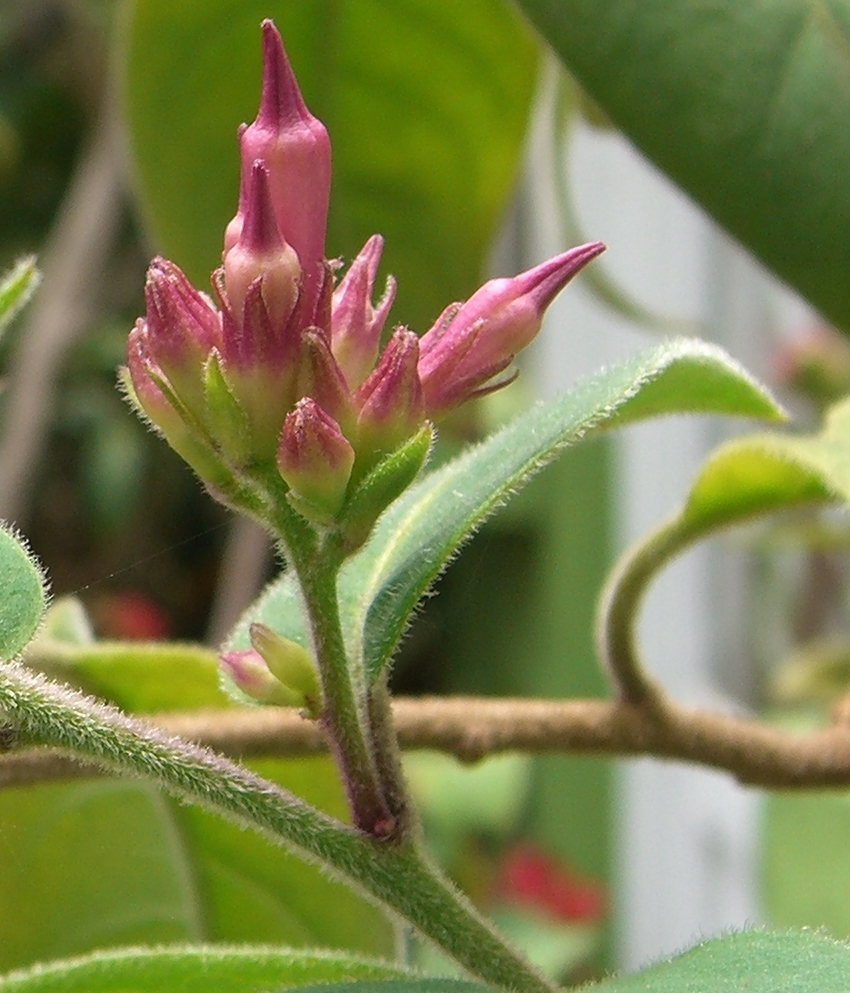
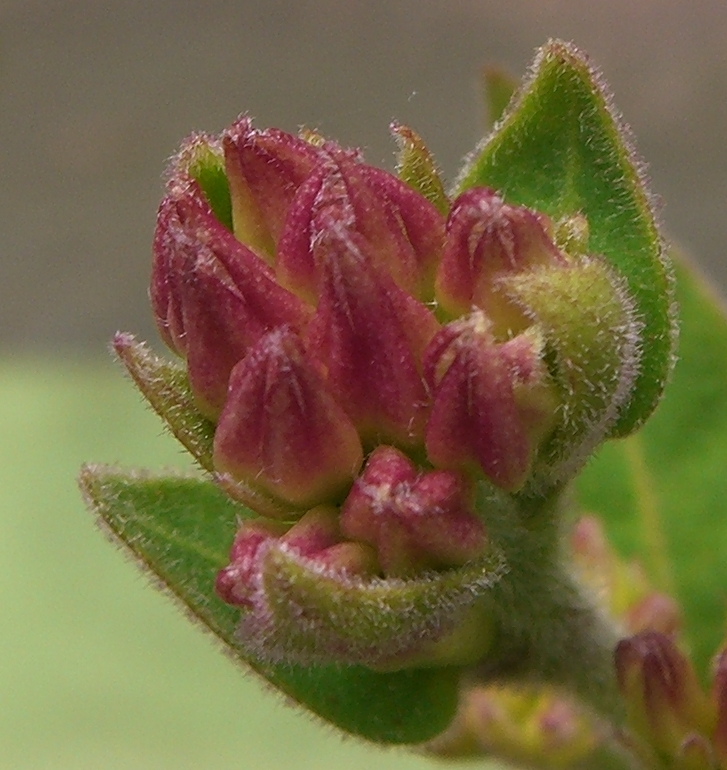
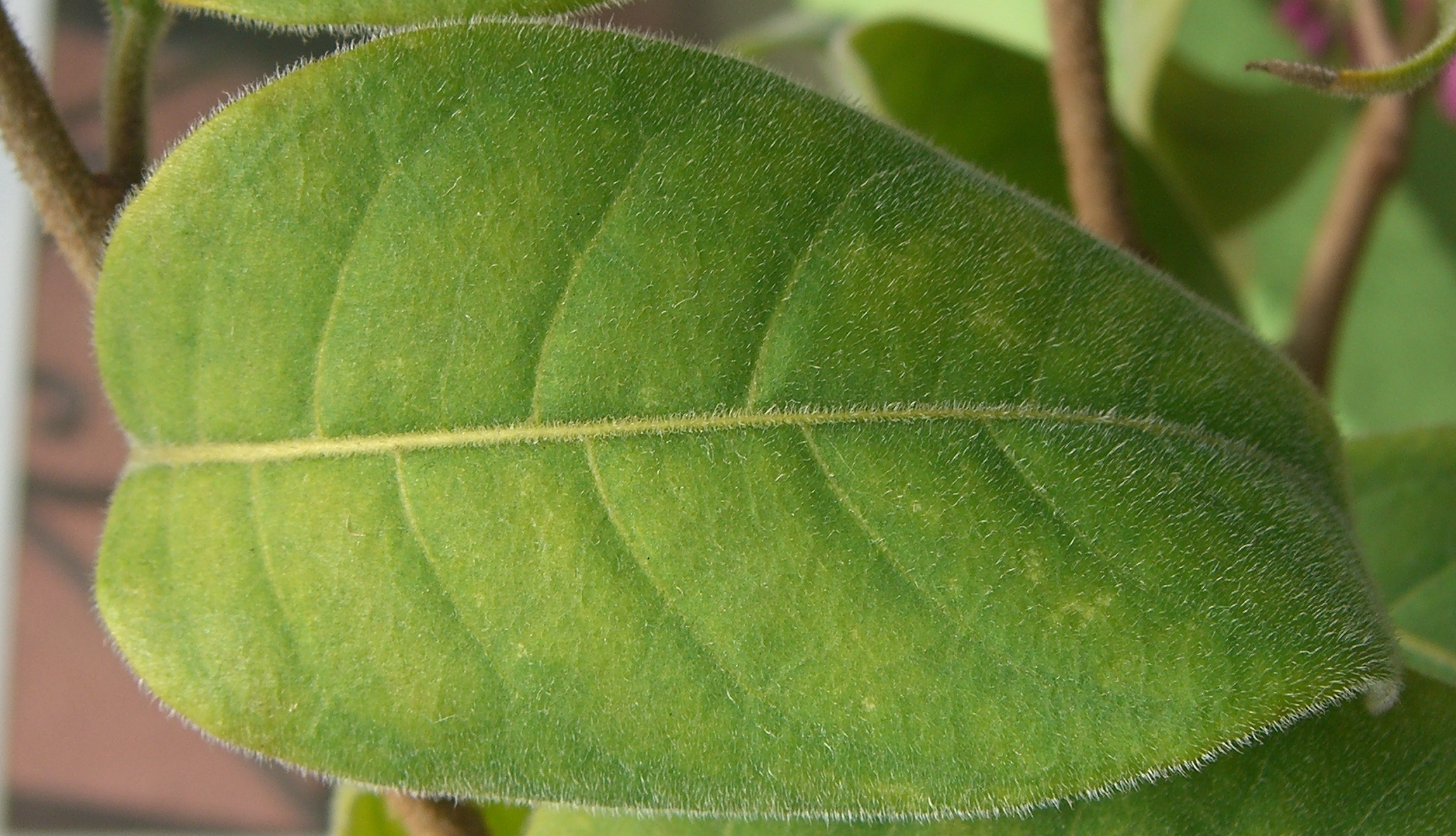